# Municipalidade (Estados Unidos)
Uma municipalidade(em inglês:  "township") é uma subdivisão administrativa equivalente ao município utilizada em certos estados dos Estados Unidos. Na Nova Inglaterra, realizam as funções governamentais que na maioria dos outros estados americanos seriam responsabilidade de condados - que existem nos estados da Nova Inglaterra, mas não passam de divisões geográficas. No Estado de Nova Iorque, uma municipalidade é uma subdivisão administrativa de um condado.